# Das verrückte Haus

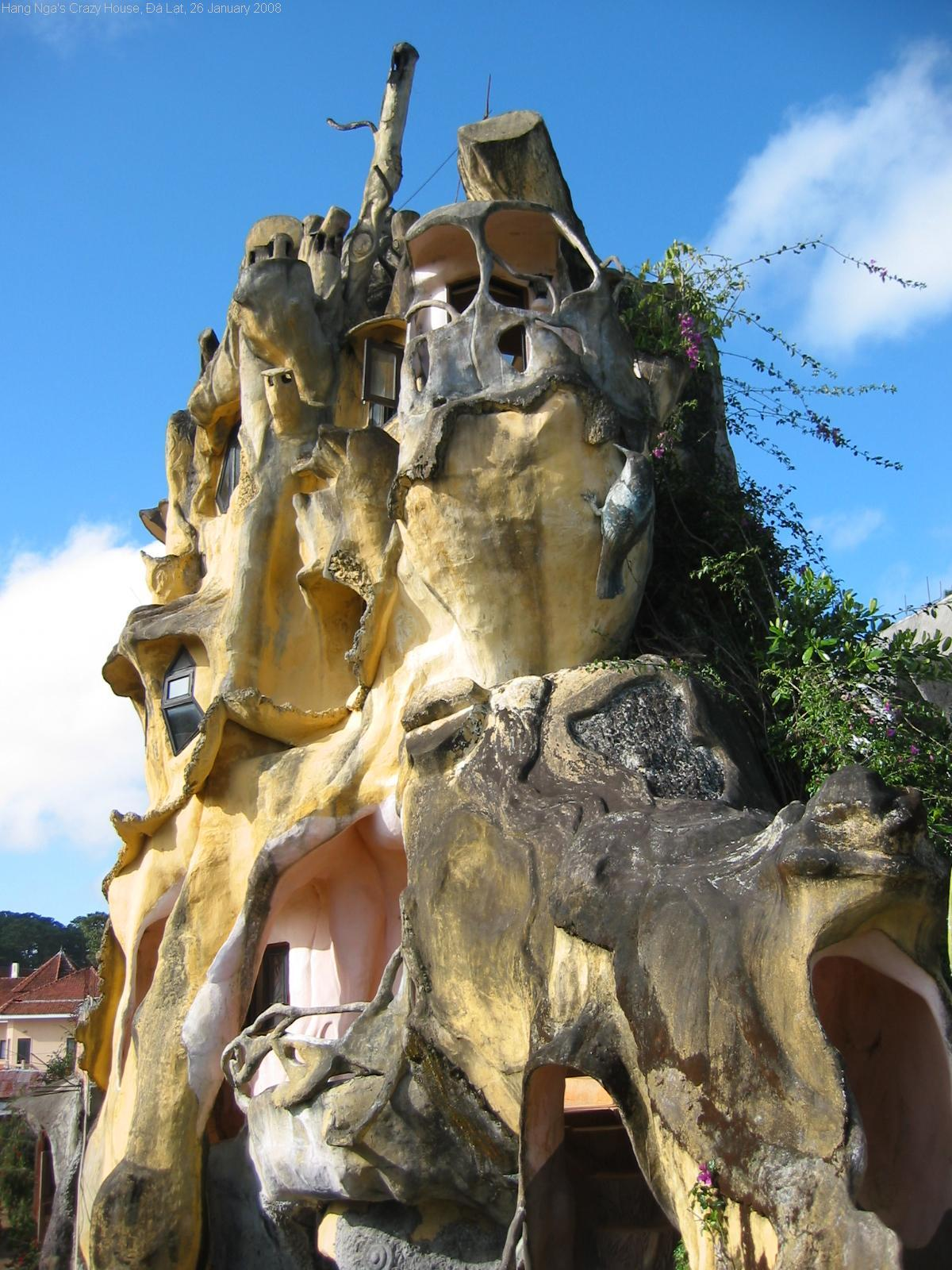
Hang Ngas Guesthouse

Das Hang-Nga-Haus (vietnamesisch Biệt thự Hằng Nga), besser bekannt als das „verrückte Haus“ (engl.: Crazy House), liegt im zentralen Bergland von Vietnam in der Stadt Đà Lạt.

## Das Haus
Das Hang-Nga-Haus besteht aus mehreren Gebäuden und ist Gästehaus, Café und Kunstgalerie zugleich. Einen Baustil kann man diesen Bauwerken nicht zuordnen. Das Innere der Gebäude besteht aus Höhlen, verschlungenen Gängen, gewundenen Treppen, skurrilen Möbeln und lebensgroßen Tierstatuen. Gerade Formen und rechte Winkel gibt es nicht. Egal, ob Räume, Gänge, Treppen, Fenster oder Möbel – alles wirkt, als ob es in großer Hitze geschmolzen und dann in grotesken Formen wieder erstarrt wäre.
Auch die Außenansichten der Bauwerke vermeiden jede klare Linie und scheinen „Alice im Wunderland“ entsprungen zu sein. Zwischen den einzelnen Gebäuden dominieren knorrige Bäume aus Beton und gigantische Spinnennetze aus Draht. Im Innern einer zementierten Giraffe befindet sich eine Teestube.
Die Zimmer können ganz normal für Übernachtungen gebucht werden. Wer sich den Komplex nur anschauen möchte, kann dieses gegen ein geringes Entgelt tun.

### Adresse
Das Hang Nga Guesthouse liegt etwa 1 km südwestlich des Xuan-Huong-Sees in der 3 Huynh Thuc Khang Street.

## Dang Viet Nga
Die Designerin dieser im Jahre 1990 entstandenen Anlage ist Dang Viet Nga. Man nennt sie „Hang Nga“, woraus sich der Name des Hauses herleitet. Sie stammt aus Hanoi und lebte 14 Jahre lang in Moskau. Mehrere von ihr entworfene Gebäude stehen in der näheren Umgebung von Đà Lạt, darunter der Kulturpalast für Kinder und die katholische Kirche in Lien Khuong.
Ihr Vater war Trường Chinh, der zweite Präsident Vietnams.

## Fotos

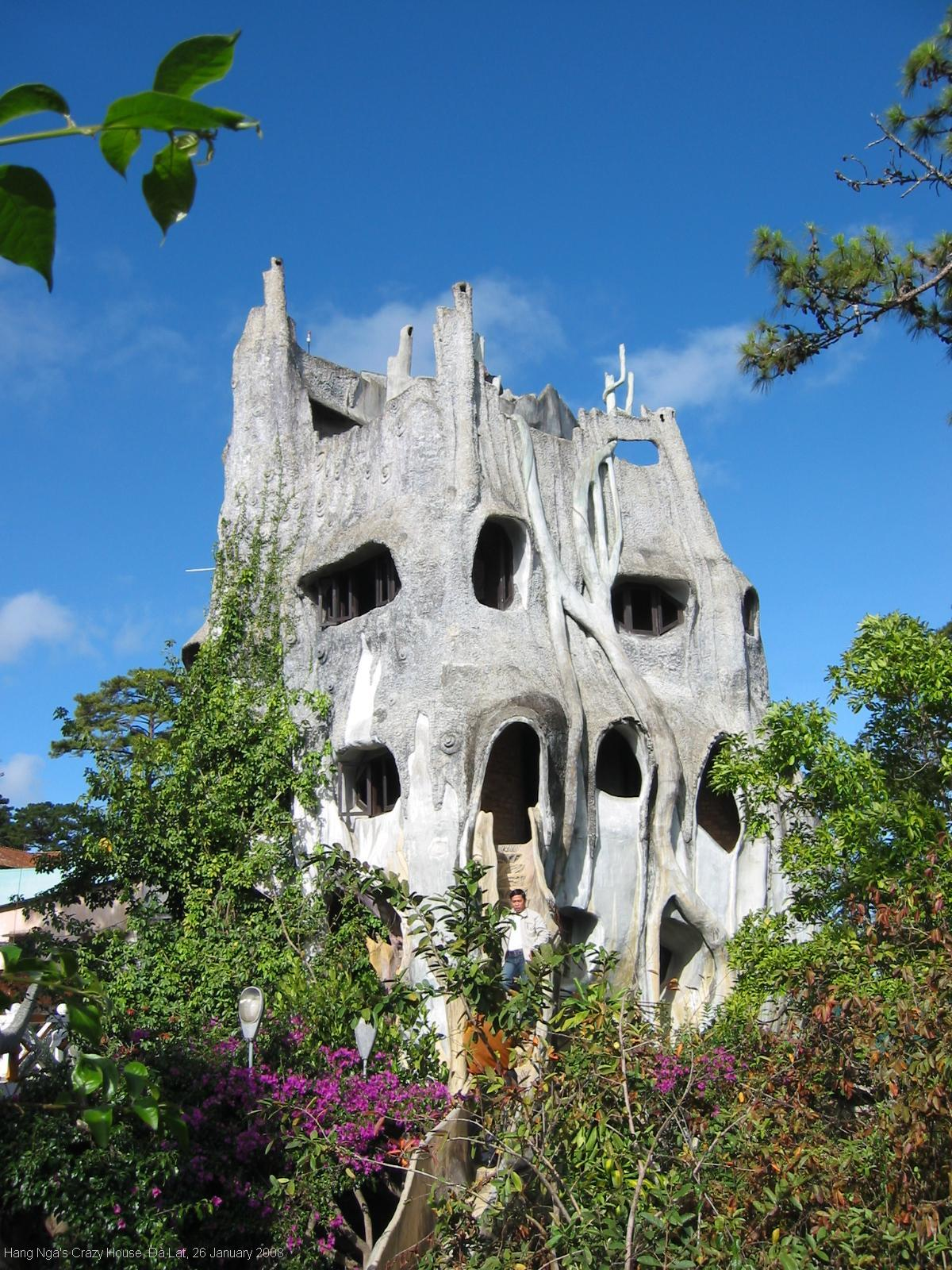
Gästehaus
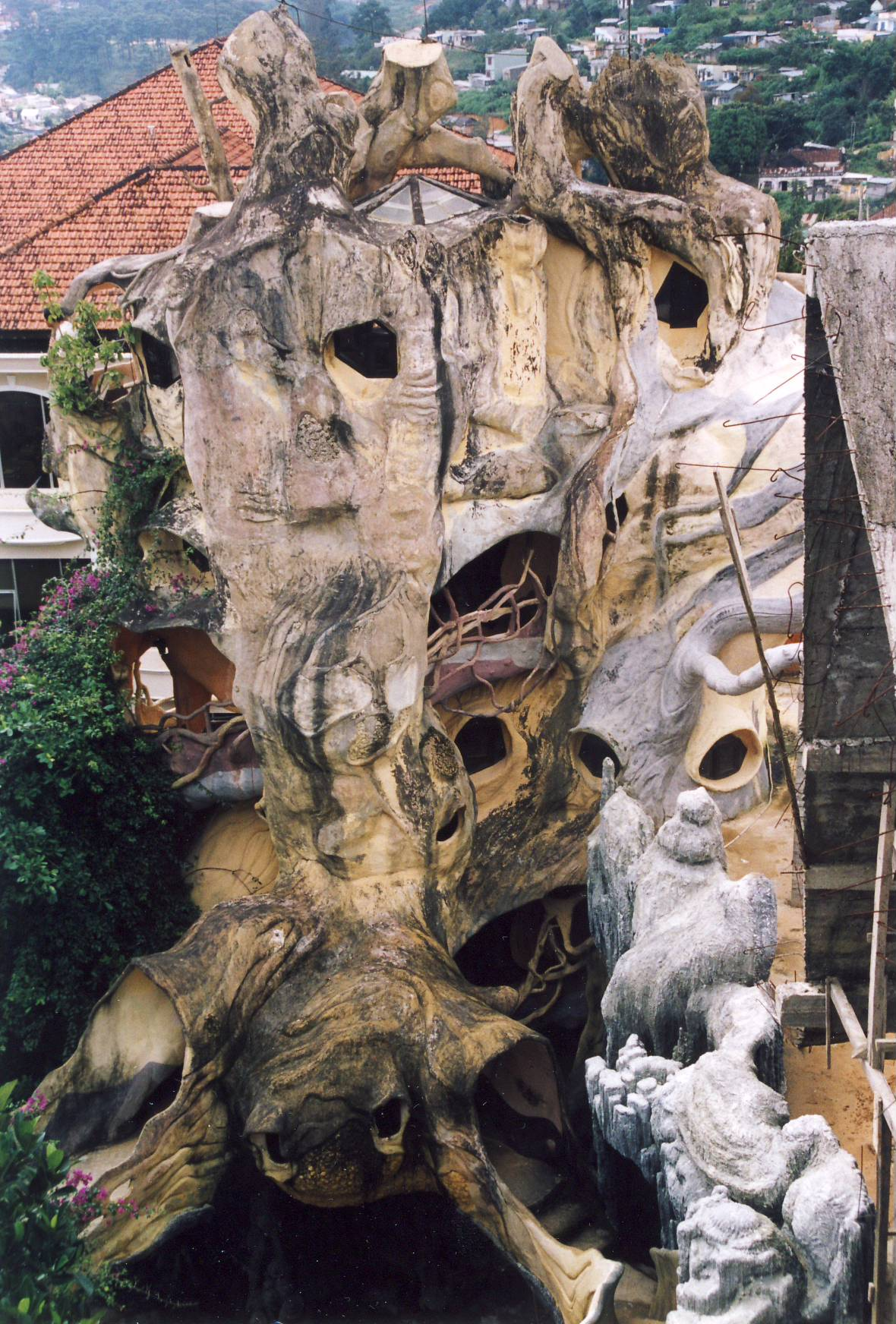
Gästehaus
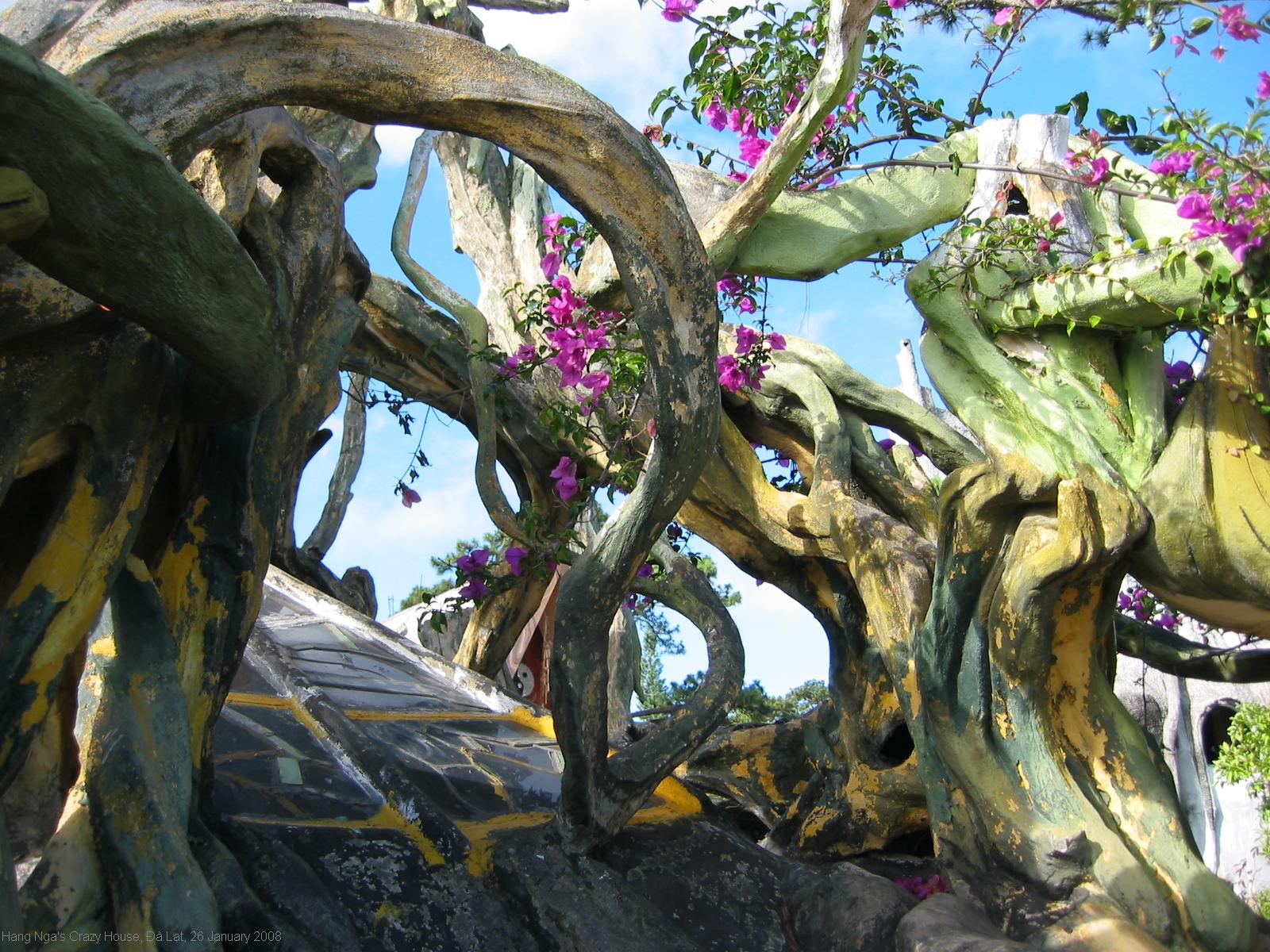
Knorrige Bäume aus Beton
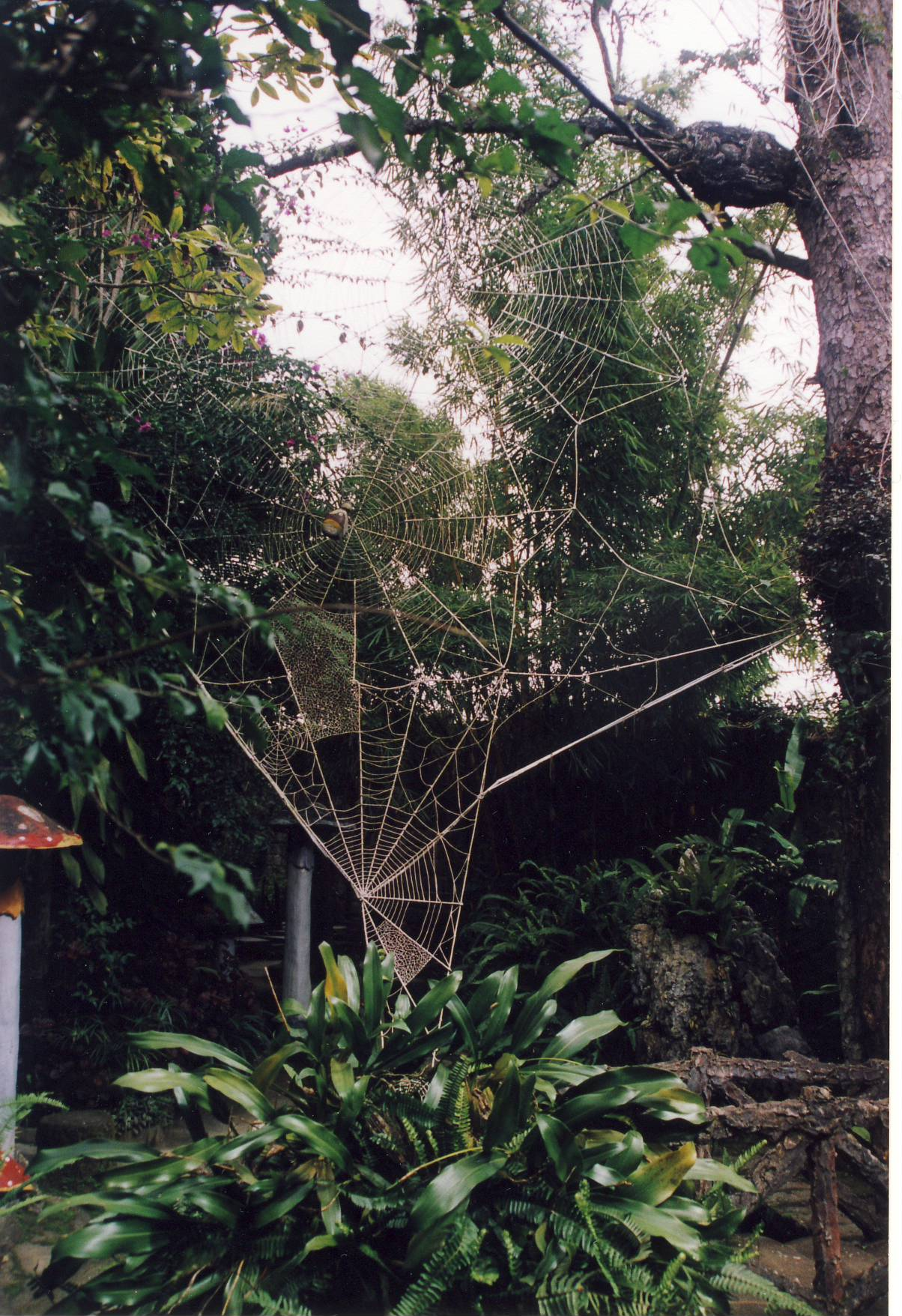
Gigantische Spinnennetze aus Draht
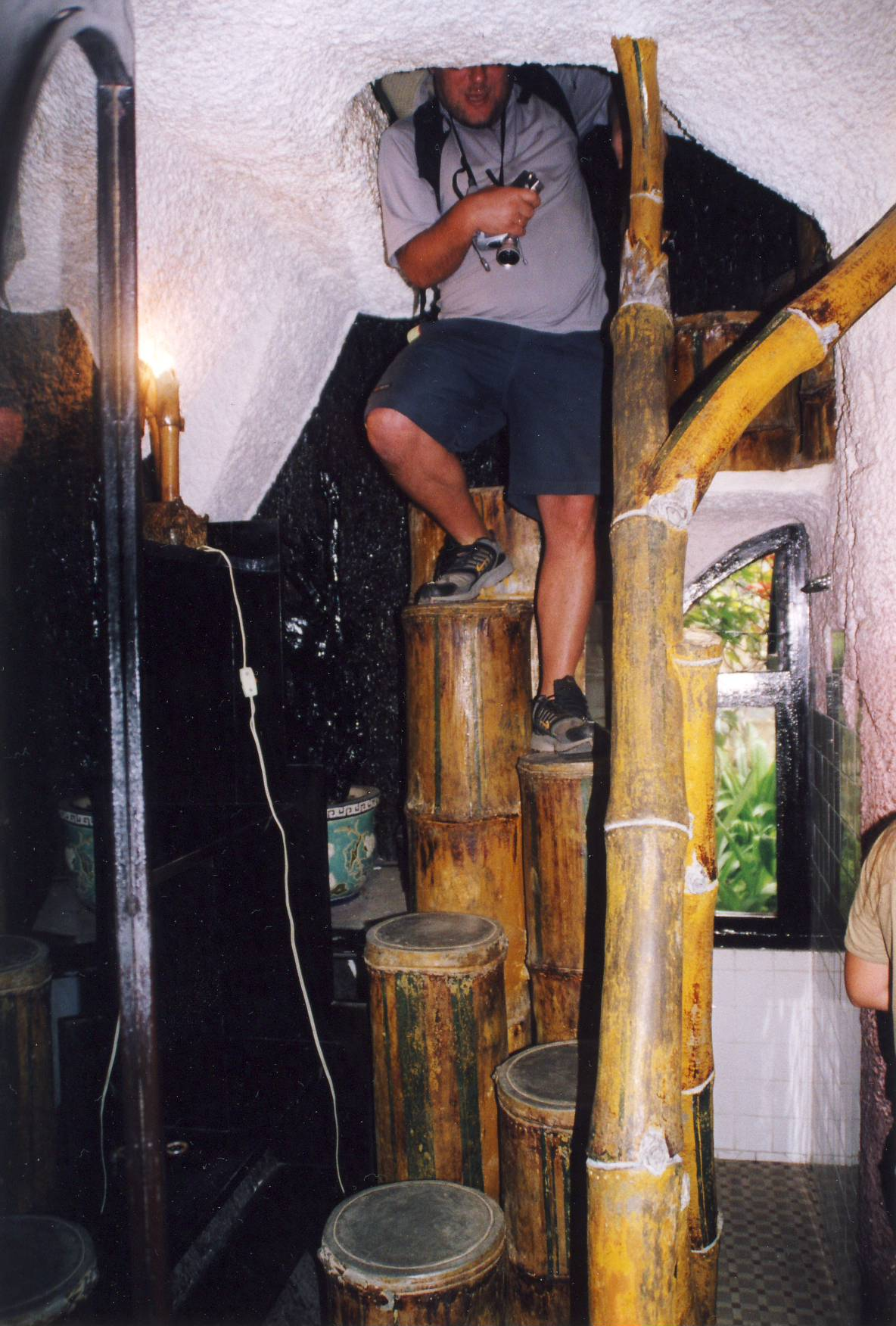
Treppenaufgang zum Schlafraum
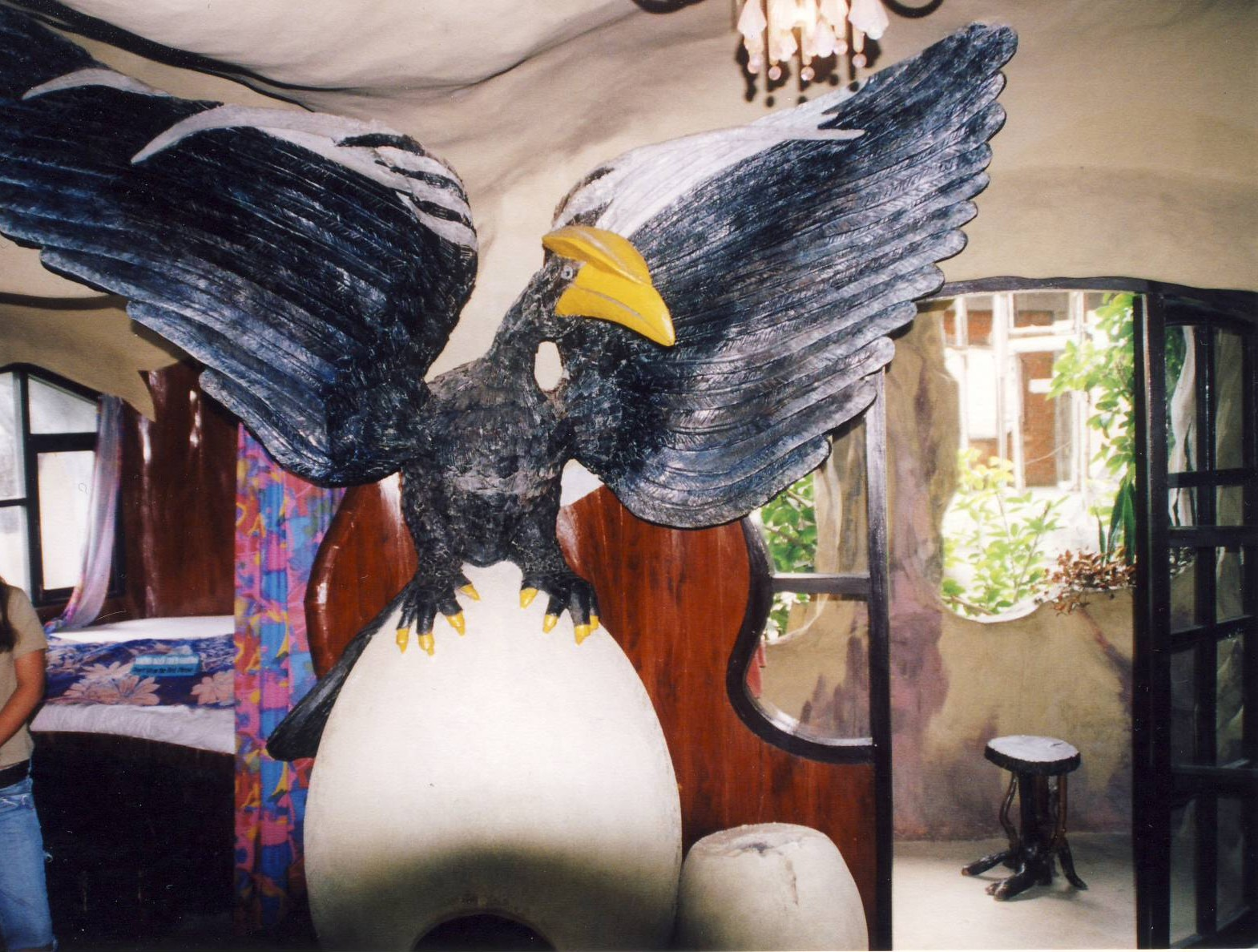
Skulptur in einer Suite
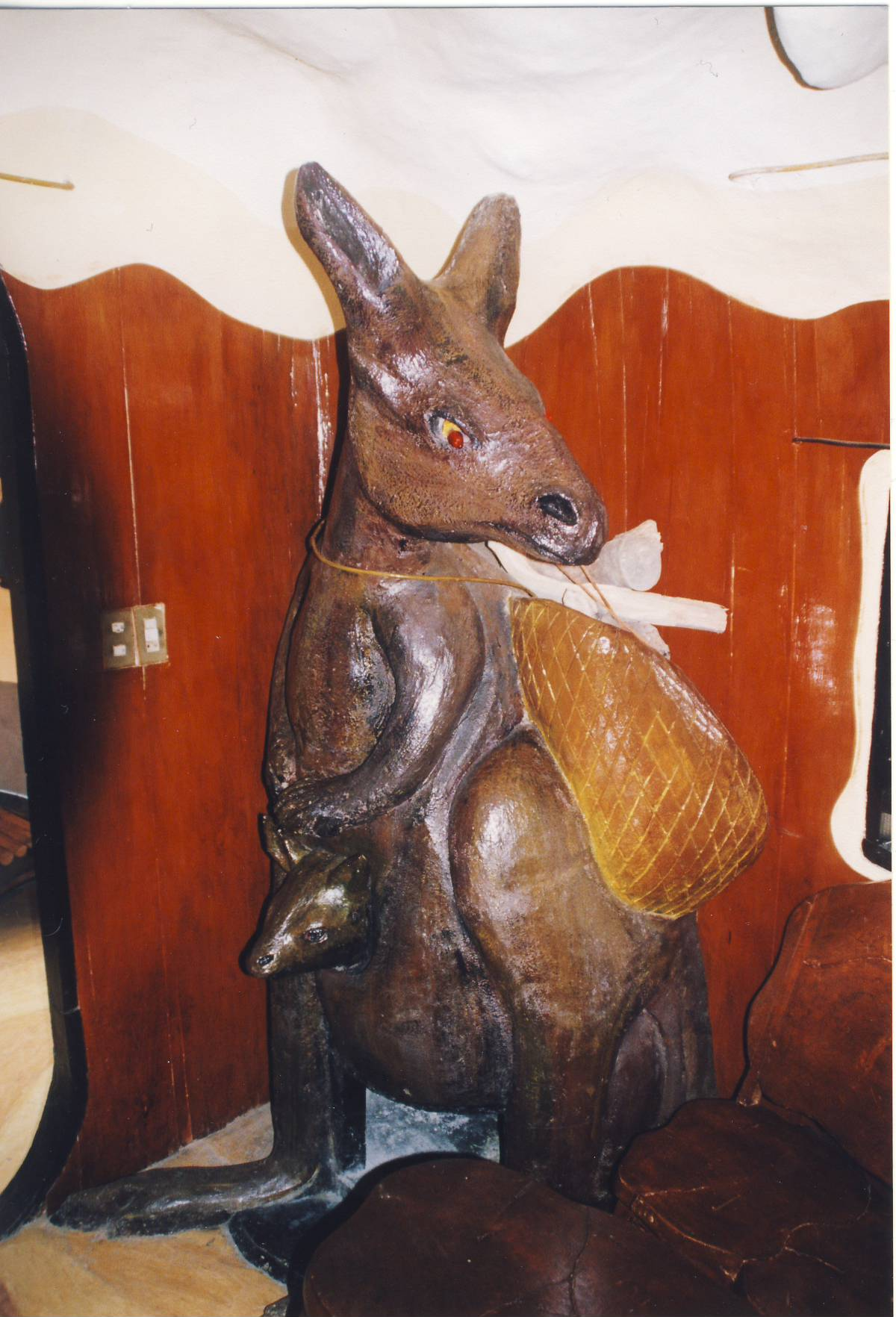
Känguruskulptur
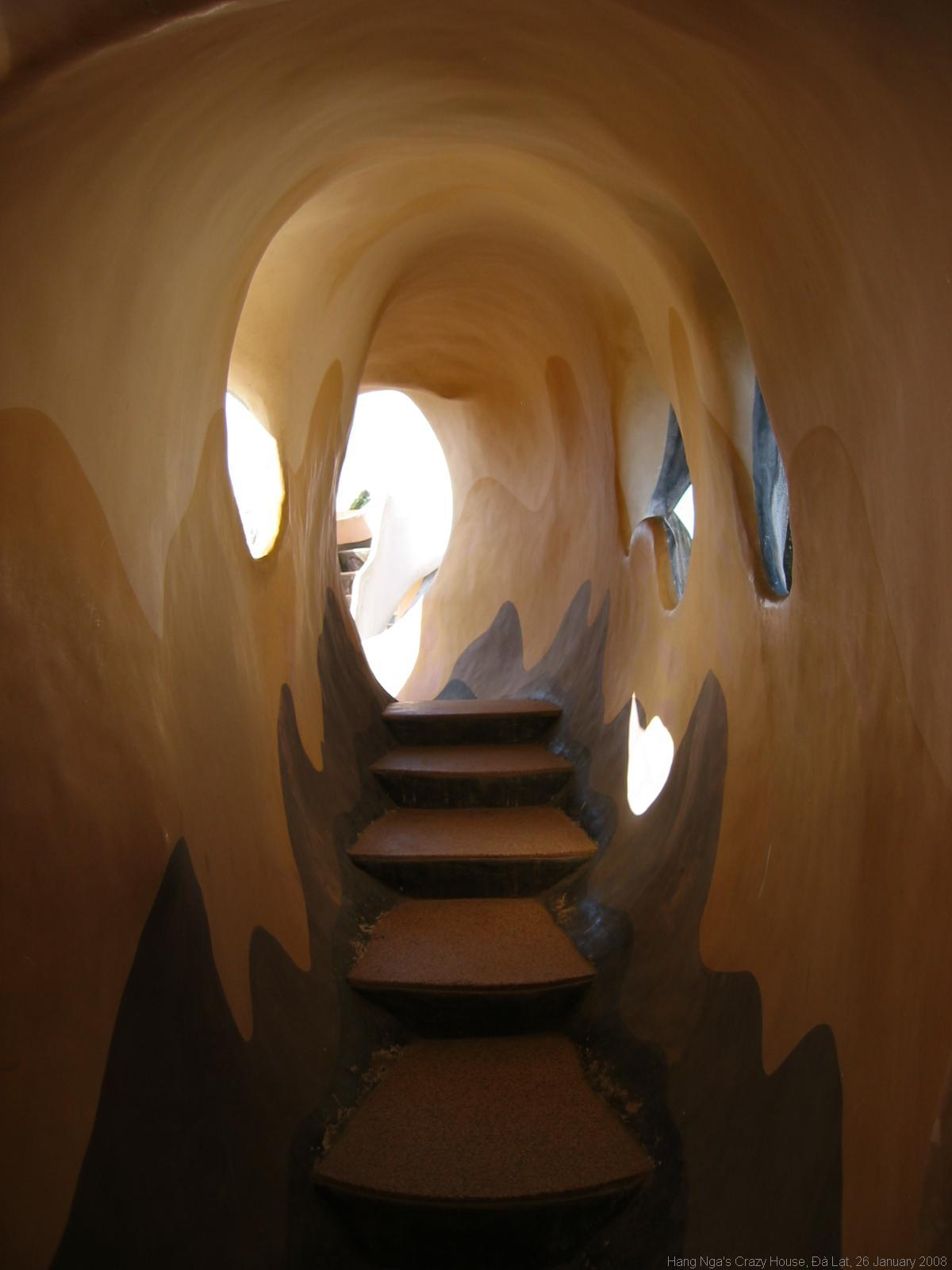
Höhlengang im Crazy House